# 雅思敏·弗萊徹
雅思敏·托里·弗萊徹（英語：Yasmeen Tori Fletcher）是一名美國女演員和音樂家。她因在Disney+系列影集《驚奇少女》（2022年）中飾演娜琪亞·巴哈迪爾而知名。

## 早期生活
弗萊徹出生於加利福尼亞州橙郡，父母是泳池承包商特洛伊（Troy）和辯護律師梅森（Maysoun）。她和母親都有黎巴嫩血統。從三歲起，她就和妹妹在內華達州拉斯維加斯長大。在拉斯維加斯和加利福尼亞之間通勤多年後，他們一家在2018年底正式搬遷到拉克雷森塔。

## 職業生涯
弗萊徹在2019年首次亮相，在電影《火腿黑麵包》中飾演角色，並在迪士尼頻道喜劇劇情片《安迪麥克》第三季中飾演巴菲的籃球隊友凱特琳。隨後，弗萊徹在迪士尼頻道原創電影《非常魔法班》中飾演錢德拉，該電影改編自學樂的同名系列圖書，並在家庭科幻片《允許我們進去》中飾演卡莉。
2020年12月，據透露弗萊徹已經加入2022年Disney+漫威系列影集《驚奇少女》的主要演員陣容，飾演卡瑪拉·克汗的同學娜琪亞·巴哈迪爾。

## 影視作品
| 年份 | 標題                | 角色            | 備註               |
| ---- | ------------------- | --------------- | ------------------ |
| 2019 | 《火腿黑麵包》      | 雅思敏          |                    |
| 2019 | 《安迪麥克》        | Kaitlin         | 2集                |
| 2020 | 《非常魔法班》      | 錢德拉          | 迪士尼頻道原創電影 |
| 2021 | 《允許我們進去》    | 卡莉            |                    |
| 2022 | 《驚奇少女》        | 娜琪亞·巴哈迪爾 |                    |
| 2023 | 《The Graduates》   | Romie           |                    |
| TBA  | 《American Spirit》 | Melody          |                    |

## 外部連結
- 雅思敏·弗萊徹在互联网电影资料库（IMDb）上的資料（英文）